# БМП-23
БМП-23 е българска бойна машина на пехотата, разработена в началото на 80-те години на 20 век от НИТИ-Казанлък. Показана е за първи път на военен парад за 40 годишнината от Свободна България от нацизма на 9 септември 1984 година, и официално е приета на въоръжение година по-късно.

## Описание
Корпусът на машината е подобен на този на 2С1 Гвоздика, но е по-широк и по-нисък, и е модифициран да пренася до 7 войници.  В конструкцията на ходовата част се използват елементи от универсалния артилерийски влекач МТ-ЛБ. Куполът е въоръжен с 23-милиметрово автоматично оръдие и по конструкция е сходен с купола на БМП-2. Допълнителното въоръжение включва лека картечница ПКТ и 2 (в по-късните варианти 4) ПТУР 9М14 Малютка или 9К111 Фагот. Основното предимство на БМП-23 е по-големият размер на корпуса, благодарение на който транспортното отделение за войниците не е толкова тясно както при БМП-1. Машината е амфибия и има максимална скорост във вода 4,5 км/ч. Снабдена е с ЯХБЗ, климатик и система за нощно виждане. Произведени са около 120 машини.

### Предимства и недостатъци
1. БМП-23 е по-високо от БМП-1 и транспортното отделение е по-широко;
2. 23-милиметровото оръдие е много по-ефективно за стрелба в градски условия поради по-голямата си скорострелност и боекомплект;
3. Оръдието на БМП-23 е универсално и може да се използва срещу летателни апарати на разстояние до 2000 метра;
4. Производството е лесно, тъй като корпусът се базира на установката 2С1 Гвоздика, чийто корпус от своя страна е базиран на МТ-ЛБ.
5. БМП-23 има по-лека броня от БМП-1 – едва 20 мм.
6. По-голямото тегло намалява максималната скорост и леко понижава проходимостта.

## Употреба
БМП-23 влиза в бойна употреба за пръв път с българските войници в Ирак. Там е използвано основно за патрулиране и при сражения в градски условия срещу иракски бунтовници, като бронята ефективно предпазва екипажа и от осколки и куршуми. В Ирак са били базирани 10 БМП-23. Всички машини са били транспортирани обратно в България след изтеглянето на българския военен контингент от Ирак.

## Варианти
- БМП-23 – бойна машина на пехотата с шаси на 2С1 и купол, подобен на този на БМП-2 с 23-мм оръдие. Допълнителното въоръжение включва 2 ПТУР 9К11 Малютка и една картечница ПКТ с калибър 7,62 мм. Снабдена е с по-мощен двигател с 315 к.с. Екипажът е намален до 3 души, но има възможност за превоз на още 7. Запасът от ход е увеличен на 600 км. Приет на въоръжение през 1985.[2]
  - БМП-23Д – подобрена версия с нови ПТУР 9К111 и димни гранатомети.
- БРМ-23 – разузнавателен вариант, прототипен модел.
- БМП-30 – модифицирана БМП-23 с купол, директно взет от БМП-2. Произведени бройки – 10.